# Uniforme de la selección de fútbol de Filipinas
Para la clasificación a la Copa Asiática 1996, Filipinas fue patrocinada por Puma SE, pero un año más tarde Adidas se encargó del uniforme del equipo nacional.
Fue el patrocinador de Filipinas hasta en año 2008 cuando cambiaron de proveedor por la compañía japonesa Mizuno y también lo pasó a ser de la mayoría de representaciones deportivas de Filipinas.
En 2012 la federación firmó un convenio con Puma SE por tres años para ser quien hiciera el uniforme de sus equipos de fútbol, y para 2015 el proveedor pasó a ser LGR Sportswear, pero ellos mostrarían su primer diseño hasta que iniciara la eliminatoria al mundial de Rusia 2018.

## Colores
El uniforme era similar al de Francia durante los años anteriores (camisa azul, pantalón blanco, medias rojas), pero en los años recientes ha cambiado a un diseño totalmente azul, todo rojo o todo blanco.

## Evolución
| Uniformes | Uniformes  | Uniformes                                   | Uniformes |
| Año       | Proveedor  |                                             | Oficial   |
| --------- | ---------- | ------------------------------------------- | --------- |
| 1996      | Puma       | \| 2013–2015[7] \| 2015–2016[5] \| 2016– \| |           |
| 1996      | Adidas     | \| 2013–2015[7] \| 2015–2016[5] \| 2016– \| |           |
| 2008–2012 | Mizuno     | \| 2013–2015[7] \| 2015–2016[5] \| 2016– \| |           |
| 2012      | LGR        | 2nd Kit                                     |           |
| 2012–2015 | Puma       |                                             |           |
| 2015-2022 | LGR        |                                             |           |
| 2023-     | JerseyBird |                                             |           |
| 2013–2015 | 2015–2016  | 2016–                                       |           |